# Oscar 1930
Cea de-a doua ediție a Premiilor Oscar a avut loc pe 3 aprilie 1930, în Cocoanut Grove al Hotelului Ambassador din Los Angeles, fiind organizată de Academia Americană de Film (Academy of Motion Picture Arts and Sciences, AMPAS). A onorat cele mai bune filme lansate între 1 august 1928 și 31 iulie 1929.
Mediatizarea radio a început cu această ceremonie, cu o emisiune locală la KNX, Los Angeles.
Întrucât ceremonia a avut loc la mai mult de opt luni de la sfârșitul perioadei de eligibilitate, s-a decis că a treia ediție a Oscarurilor va avea loc în noiembrie 1930, pentru a aduce ceremonia de premiere mai aproape de perioada de timp relevantă. Ca rezultat, 1930 a fost singurul an calendaristic în care au avut loc două ceremonii de premiere.
Cea de-a doua ediție a inclus o serie de schimbări față de prima. Cea mai importantă, a fost aceea că a fost prima ediție în care câștigătorii nu au fost anunțați înainte. În plus, numărul de categorii a fost redus de la douăsprezece la șapte.
Această ediție a fost unică, fiind singura ocazie în care nu au existat nominalizări oficiale. Cercetări ulterioare efectuate de AMPAS au condus la o listă de nominalizări neoficiale sau de facto, bazate pe înregistrări ale filmelor care au fost evaluate de către judecători.
The Divine Lady este singurul film care a câștigat premiul de cel mai bun regizor fără o nominalizare la categoria cel mai bun film, cu excepția primului an în care a fost acordat un premiu pentru regizor de film comedie.
Acesta este singurul an în care niciun film nu a câștigat mai mult de un Oscar. The Broadway Melody a devenit cel de-a doilea dintre cele șapte filme (Wings, Grand Hotel, Cavalcada, Hamlet, Sunetul muzicii și Titanic fiind celelalte) care a câștigat premiul pentru cel mai bun film fără sa aibă o nominalizare pentru scenariu și primul din cele trei filme care a câștigat premiul pentru cel mai bun film fără să mai câștige un alt premiu (Grand Hotel și Revolta de pe Bounty sunt celelalte).

## Premii
| Film excepțional - The Broadway Melody – Irving Thalberg și Lawrence Weingarten pentru Metro-Goldwyn-Mayer - Alibi – Roland West pentru United Artists - The Hollywood Revue of 1929 – Irving Thalberg și Harry Rapf pentru Metro-Goldwyn-Mayer - In Old Arizona – Winfield Sheehan pentru Fox Film Corporation - Patriotul – Ernst Lubitsch pentru Paramount Pictures                     | Cel mai bun regizor - Frank Lloyd – The Divine Lady - Harry Beaumont – The Broadway Melody - Frank Lloyd – Drag - Irving Cummings – In Old Arizona - Lionel Barrymore – Madame X - Ernst Lubitsch – Patriotul - Frank Lloyd – Weary River |
| Cel mai bun actor - Warner Baxter – In Old Arizona ca The Cisco Kid - George Bancroft – Thunderbolt ca Thunderbolt Jim Lang - Chester Morris – Alibi ca Chick Williams - Paul Muni – The Valiant ca James Dyke - Lewis Stone – Patriotul ca contele Pahlen | Cea mai bună actriță - Mary Pickford – Coquette ca Norma Besant - Ruth Chatterton – Madame X ca Jacqueline Floriot - Betty Compson – The Barker ca Carrie - Jeanne Eagels (nominalizare postumă) – Scrisoarea ca Leslie Crosbie - Corinne Griffith – The Divine Lady ca Emma Hart - Bessie Love – The Broadway Melody ca Harriet "Hank" Mahoney |
| Cele mai bune decoruri - Podul regelui San Luis – Cedric Gibbons - Alibi – William Cameron Menzies - Trezirea – William Cameron Menzies - Dinamita – Mitchell Leisen - Patriotul – Hans Dreier - Îngerul străzii – Harry Oliver | Cea mai bună imagine - Umbrele albe din mările Sudului – Clyde De Vinna - 4 Diavoli – Ernest Palmer - The Divine Lady – John F. Seitz - In Old Arizona – Arthur Edeson - Fetele noastre dansatoare – George Barnes - Îngerul străzii – Ernest Palmer                                                                                            |
| Cel mai bun scenariu - Patriotul – Hanns Kräly - Polițistul – Elliot Clawson - In Old Arizona – Tom Barry - The Last of Mrs. Cheyney – Hanns Kräly - The Leatherneck – Elliot Clawson - Fetele noastre dansatoare – Josephine Lovett - Sal of Singapore – Elliot Clawson - Zgârie nor – Elliot Clawson - The Valiant – Tom Barry - Delir – Bess Meredyth - Wonder of Women – Bess Meredyth | |